# Pachra
Pachra (ros.  Пахра)  – rzeka w europejskiej części Rosji, w obwodzie moskiewskim, prawy dopływ rzeki Moskwy.
Źródła rzeki są na wyżynie Moskiewskiej na północ od stacji kolejowej Beksowo I. Uchodzi do rzeki Moskwa koło wsi Majczkowo. Rzeka jest żeglowna od Podolska do ujścia, w pobliżu Podolska jest także żegluga pasażerska. W okresie od listopada do marca - kwietnia jest zamarznięta. 